# هالف مون (كارولاينا الشمالية)
هالف مون (بالإنجليزية: Half Moon CDP, North Carolina)‏ هي منطقة سكنية تقع بولاية كارولاينا الشمالية في الولايات المتحدة. تبلغ مساحتها 11.1 كم2، وترتفع عن سطح البحر 9 م، بلغ عدد سكانها 8,352 نسمة في عام 2010 حسب إحصاء مكتب تعداد الولايات المتحدة وتصل الكثافة السكانية فيها 752.4 نسمة لكل كيلومتر مربع (1,948.7/ميل2).

## التركيبة السكانية
حدّد مكتب تعداد الولايات المتحدة بيانات التركيبة السكانية لهالف مون في تعداد الولايات المتحدة. في ما يلي، التركيبة السكانية حسب تعدادي 2000 و2010.

### تعداد عام 2000
بلغ عدد سكان هالف مون 6,645 نسمة بحسب تعداد عام 2000، وبلغ عدد الأسر 2,261 أسرة وعدد العائلات 1,817 عائلة مقيمة في المنطقة السكنية. في حين سجلت الكثافة السكانية 598.6 نسمة لكل كيلومتر مربع (1,550.4/ميل2). وبلغ عدد الوحدات السكنية 2,398 وحدة بمتوسط كثافة قدره 216 لكل كيلومتر مربع (559.4/ميل2).
وتوزع التركيب العرقي للمنطقة السكنية بنسبة 65.13% من البيض و24.47% من الأمريكيين الأفارقة و0.57% من الأمريكيين الأصليين و2.59% من الأمريكيين ذوي الأصول الآسيوية و0.17% من سكان جزر المحيط الهادئ و2.75% من الأعراق الأخرى و4.32% من عرقين مختلطين أو أكثر و6.71% من الهسبانيون أو اللاتينيون من أي عرق.
بلغ عدد الأسر 2,261 أسرة كانت نسبة 51.1% منها لديها أطفال تحت سن الثامنة عشر تعيش معهم، وبلغت نسبة الأزواج القاطنين مع بعضهم البعض 64% من أصل المجموع الكلي للأسر، ونسبة 13.6% من الأسر كان لديها معيلات من الإناث دون وجود شريك، بينما كانت نسبة 2.7% من الأسر لديها معيلون من الذكور دون وجود شريكة وكانت نسبة 19.6% من غير العائلات. تألفت نسبة 14% من أصل جميع الأسر من عدة أفراد يعيشون في نفس المنزل ونسبة 2.2% كانت تتألف من شخص يعيش بمفرده يبلغ من العمر 65 عاماً أو أكثر. وبلغ متوسط حجم الأسرة المعيشية 2.94، أما متوسط حجم العائلات فبلغ 3.22.
بلغ العمر الوسطي للسكان 27.5 عاماً. وكانت نسبة 32.4% من القاطنين تحت سن الثامنة عشر، وكانت نسبة 12.7% بين الثامنة عشر والرابعة والعشرين عاماً، ونسبة 33.8% كانت واقعةً في الفئة العمرية ما بين الخامسة والعشرين والرابعة والأربعين عاماً، ونسبة 17.1% كانت ما بين الخامسة والأربعين والرابعة والستين، ونسبة 4% كانت ضمن فئة الخامسة والستين عاماً فما فوق. يوجد لكل 100 أنثى 98.2 ذكر، ويوجد لكل 100 أنثى في الثامنة عشر من عمرها فما فوق 95.4 ذكر.
بلغ متوسط دخل الأسرة في المنطقة السكنية 41,143 دولارًا، أما متوسط دخل العائلة فبلغ 42,357 دولارًا. وكان متوسط دخل الذكور 27,730 دولارًا مقابل 20,698 دولارًا للإناث. وسجل دخل الفرد الخاص بالمنطقة السكنية 15,233 دولارًا. وكانت نسبة 5.9% من العائلات ونسبة 7.7% من السكان تحت خط الفقر، وكان من هؤلاء نسبة 11.5% تحت سن الثامنة عشر ونسبة 8.1% في الخامسة والستين من العمر وما فوق.

### تعداد عام 2010
بلغ عدد سكان هالف مون 8,352 نسمة بحسب تعداد عام 2010، وبلغ عدد الأسر 2,933 أسرة وعدد العائلات 2,310 عائلة مقيمة في المنطقة السكنية. في حين سجلت الكثافة السكانية 752.4 نسمة لكل كيلومتر مربع (1,948.7/ميل2). وبلغ عدد الوحدات السكنية 3,054 وحدة بمتوسط كثافة قدره 275.1 لكل كيلومتر مربع (712.5/ميل2).
وتوزع التركيب العرقي للمنطقة السكنية بنسبة 68.12% من البيض و20.79% من الأمريكيين الأفارقة و0.67% من الأمريكيين الأصليين و2.18% من الأمريكيين ذوي الأصول الآسيوية و0.37% من سكان جزر المحيط الهادئ و2.69% من الأعراق الأخرى و5.18% من عرقين مختلطين أو أكثر و9.77% من الهسبانيون أو اللاتينيون من أي عرق.
بلغ عدد الأسر 2,933 أسرة كانت نسبة 46.3% منها لديها أطفال تحت سن الثامنة عشر تعيش معهم، وبلغت نسبة الأزواج القاطنين مع بعضهم البعض 59.8% من أصل المجموع الكلي للأسر، ونسبة 14.4% من الأسر كان لديها معيلات من الإناث دون وجود شريك، بينما كانت نسبة 4.5% من الأسر لديها معيلون من الذكور دون وجود شريكة وكانت نسبة 21.2% من غير العائلات. تألفت نسبة 16.2% من أصل جميع الأسر من عدة أفراد يعيشون في نفس المنزل ونسبة 3.5% كانت تتألف من شخص يعيش بمفرده يبلغ من العمر 65 عاماً أو أكثر. وبلغ متوسط حجم الأسرة المعيشية 2.85، أما متوسط حجم العائلات فبلغ 3.15.
بلغ العمر الوسطي للسكان 27.8 عاماً. وكانت نسبة 29.8% من القاطنين تحت سن الثامنة عشر، وكانت نسبة 14.3% بين الثامنة عشر والرابعة والعشرين عاماً، ونسبة 28.5% كانت واقعةً في الفئة العمرية ما بين الخامسة والعشرين والرابعة والأربعين عاماً، ونسبة 21% كانت ما بين الخامسة والأربعين والرابعة والستين، ونسبة 6.3% كانت ضمن فئة الخامسة والستين عاماً فما فوق. وتوزع التركيب الجنسي للسكان بنسبة 48.5% ذكور و51.5% إناث.